# 托比亞·曼齊司
托比亚·曼齐司（英語：Tobias Menzies，1974年3月7日—），是一名英国的舞台剧、电视和电影演员，其最出名的角色是在HBO於2005年的电视剧《罗马》中饰演马尔库斯·尤尼乌斯·布鲁图，最近的角色则是HBO在2011年的电视剧《权力的游戏》出演奔流城公爵艾德慕·徒利及2013年Starz電視劇《古戰場傳奇》中飾演一名歷史學家-法蘭克·蘭德爾。他又憑藉王冠中飾演的爱丁堡公爵菲利普亲王一角獲得黃金時段艾美獎剧情类最佳男配角。
曼齐司1998年毕业于皇家戏剧艺术学院，在一家即兴喜剧剧团开始演艺生涯。此后在《战地神探》（Foyle's War）、骇人命案事件簿（Midsomer Murders）、異鄉人（Outlander）以及英国版急诊室的故事（Casualty）等一系列广受欢迎的电视剧中饰演角色。